# Mustafa Barghuthi

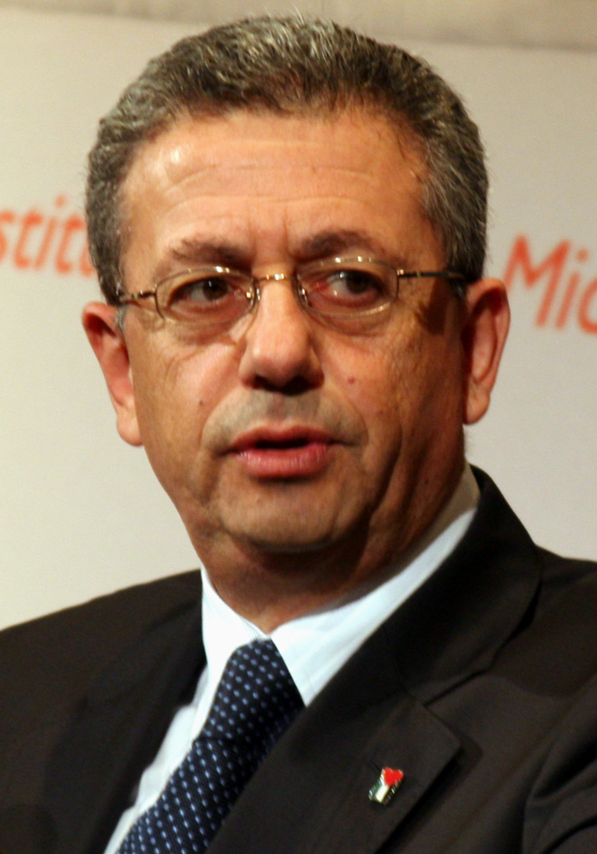
Mustafa Barghuthi, 2007

Mustafa Kamil Mustafa Barghuthi (* 1954 in Jerusalem), (auch: Mustafa Barghouthi, Mustafa Al-Barghuthi, arabisch مصطفى البرغوثي, DMG Muṣṭafā al-Barġūṯī) ist ein palästinensischer Politiker, Arzt und Bürgerrechtler, der im Vorstand zahlreicher Organisationen aktiv ist.
2005 erreichte er bei den Wahlen für das Amt des Präsidenten der Palästinensischen Autonomiebehörde den zweiten Platz nach Mahmud Abbas.

## Ausbildung
Barghuthi studierte Medizin an der Russischen Universität der Völkerfreundschaft in der damaligen Sowjetunion. Es folgte ein Post-Graduate-Training in Jerusalem. Später erwarb er einen Master of Science in Business Administration und Management an der Stanford University.

## Gesellschaftliches Engagement
1979 gründete Barghuthi mit einigen Kollegen eine medizinische Hilfsorganisation, als die israelischen Ausgangssperren die palästinensische Gesundheitsversorgung beeinträchtigten. Unter dem Namen Palestinian Medical Relief Society (PMRS) betreibt die Vereinigung bis heute mobile Kliniken und Gesundheitszentren in den palästinensischen Gebieten und widmet sich neben der Versorgung Kranker speziell der Vorsorge und Aufklärung. Barghuthi ist bis heute im Vorstand der Vereinigung aktiv. 2001 erhielt er den UAE Health Foundation Prize der Weltgesundheitsorganisation (WHO) für seine Bemühungen in der PMRS, ein Primary Health Care-System für benachteiligte Palästinenser im Westjordanland, Gazastreifen und Jerusalem zu entwickeln.
Zehn Jahre später, 1989, war Barghuthi einer der Gründer des Health, Development, Information and Policy Institute (HDIP), einer Denkfabrik, die eine Allianz von 90 palästinensischen Gemeinschaftsorganisationen repräsentiert. HDIP versteht sich als Schnittstelle zwischen politischen Entscheidungsträgern und der palästinensischen Gesellschaft. Dabei berät HDIP palästinensische Institutionen und Politiker ebenso wie die Weltgesundheitsorganisation, die Weltbank sowie diverse Einrichtungen der Vereinten Nationen (UNICEF, UNDP). Vorrangig geht es dabei um die Stärkung des Gesundheitswesens. Deshalb koordiniert das Institut auch ein großes Netzwerk an NGOs im Bereich Gesundheitswesen in allen Teilen der Palästinensischen Gebiete, die es mit direkten Informationen zu Gesundheits- und Infrastrukturbedingungen versorgt. Eines der Hauptziele ist dabei die Überwachung der Primären Gesundheitsversorgung in den palästinensischen Gebieten.
Im Oktober 2001 war Barghuthi einer der Begründer des Programms Grassroots International Protection for the Palestinian People (GIPP). Dieses zielt auf den Schutz von Palästinensern in friedlichen Demonstrationen durch die Präsenz internationaler Zivilisten ab. Somit sollte Gewalt durch israelische Siedler oder israelische Sicherheitskräfte verringert oder zumindest international dokumentiert werden. Er arbeitet außerdem als Mitarbeiter der Oxford Research Group, die an der Entwicklung effektiver Methoden arbeitet, durch gewaltlose Mittel einen positiven Wechsel in Sicherheitsfragen zu erreichen.
2002 gründete er gemeinsam mit dem Arzt Haidar Abdel-Shafi, Ibrahim Dakkak, einem Berater in Menschenrechtsfragen für die Palästinensische Autonomiebehörde, und dem Literaturwissenschaftler Edward Said die Palästinensische Nationale Initiative (Al-Mubadara Al-Wataniyya Al-Filistiniyya). Das Ziel war, eine reformistische, umfassende, säkulare und demokratische Alternative zu den bestehenden Parteien zu bilden. Die Bewegung versteht sich als dritter Weg neben den großen Machtblöcken von Hamas und Fatah. Barghuthi ist bis heute Generalsekretär dieser Organisation.

## Politische Karriere
In den frühen 1990er Jahren war Barghuthi Mitglied des Steuerungskomitees der Palästinensischen Delegation in Friedensverhandlungen, 1991 war er Delegierter zur Madrider Konferenz, die auf eine Beendigung des Israelisch-Palästinensischen Konflikts und der ersten Intifada abzielte.
1998 wurde er einer von drei Generalsekretären der Palestinian People´s Party (PPP), die ein Mitglied der Palästinensischen Befreiungsorganisation PLO ist. Aus Unzufriedenheit über Korruption und Vetternwirtschaft innerhalb der PLO verließ Barghuthi 2002 die Partei und gründete die Palästinensische Nationale Initiative.
Mustafa Barghuthi trat 2005 als Kandidat bei den Wahlen zum Präsidenten der Palästinensischen Autonomiebehörde an, als es um die Nachfolge Jassir Arafats ging. In der Ankündigung erklärte Barghuthi, er würde eine vollständige Reform verlangen, jede Form von Korruption und Fehlmanagement bekämpfen und den Rechtsstaat ausbauen und stärken. Er wurde von israelischen Sicherheitskräften verhaftet und aus Ost-Jerusalem ausgewiesen, nachdem er versucht hatte, dort eine Wahlkampfrede zu halten. Zudem wurde ihm von israelischen Sicherheitskräften der Zutritt nach Nablus und in den Gazastreifen verwehrt. Barghuthi wurde Zweiter in den Wahlen, er erreichte mit 19,48 % der Stimmen den zweiten Platz hinter Mahmud Abbas.
Barghuthi trat in der Wahl als Spitzenkandidat der Liste Unabhängiges Palästina auf, einer Koalition von Unabhängigen und Mitgliedern zahlreicher Nichtregierungsorganisationen. Die Vertreter der Liste versprachen, gegen Korruption und Vetternwirtschaft zu kämpfen und sich für einen Rückbau der Sperranlage einzusetzen. Vor allem wollte die Liste jedoch eine „wahrhaft demokratische Alternative“ und ein unabhängiger „dritter Weg“ sein, für die große Mehrheit stiller und unrepräsentierter palästinensischer Wähler, die weder die Selbstherrschaft und Korruption der regierenden Fatah, noch den Fundamentalismus der Hamas favorisieren.
Barghuthi gewann einen Sitz in den Wahlen zum Palästinensischen Legislativrat im Januar 2006, ebenso wie ein weiteres Mitglied der Liste „Unabhängiges Palästina“, nachdem die Liste 2,7 % der Stimmen auf sich vereinen konnte. Er war Informationsminister in der kurzlebigen palästinensischen Einheitsregierung von März bis Juni 2007, an deren Zustandekommen er maßgeblich beteiligt war. Nach Auflösung der Einheitsregierung durch Präsident Abbas im Juni 2007 lehnte Barghuthi das Angebot ab, als Minister der Notstandsregierung bzw. der Übergangsregierung unter Salam Fayyad anzugehören. Er wies dabei auf das Fehlen einer legalen Basis dieser Regierung hin.

## Zwischenfälle
1996 wurde Barghuthi bei einem Zusammenstoß zwischen palästinensischen Protestierenden und den Israelischen Verteidigungsstreitkräften (IDF) verletzt. Während er Verwundeten des gewalttätigen Zusammenstoßes in Ramallah half, eröffneten IDF-Soldaten in der Nähe des Ortes, an dem Sanitäter und Ärzte arbeiteten, das Feuer. Dabei wurde er von einem Schrapnell an der Schulter getroffen.
Am 2. Januar 2002 wurde Barghuthi von israelischen Sicherheitskräften verhaftet, nachdem er einer Pressekonferenz mit Luisa Morgantini, Mitglied des Europaparlaments, und Vertretern von Grassroots International Protection for the Palestinian People (GIPP) im American Colony Hotel in Ost-Jerusalem beigewohnt hatte. Er wurde vier Stunden später verletzt freigelassen.
Während des Wahlkampfes für die Wahlen zum Palästinensischen Legislativrat wurde Barghuthi am 3. Januar 2006 in Ost-Jerusalem verhaftet und zur Befragung in die lokale Polizeistation gebracht. Im Anschluss wurde er für mehrere Stunden in das „Russian Compound“-Gefängnis-und-Verhörzentrum gebracht.

## Veröffentlichungen und Medien-Präsenz
Mustafa Barghuthi hat zahlreiche Schriften zu Zivilgesellschaft, Demokratiethemen und der politischen Situation in Palästina veröffentlicht. Zudem war er Ko-Autor diverser Bücher und Studien zur Entwicklung des Gesundheitswesens. Als Vorstandsmitglied zahlreicher palästinensischer Institutionen ist er besonders innerhalb der palästinensischen Bevölkerung sehr bekannt. Durch seine hohe Präsenz in internationalen Medien steigt seine Bekanntheit im Ausland stetig an. Er ist häufig Gast bei Veranstaltungen zum Nahostkonflikt, insbesondere zur Lage in den Palästinensischen Gebieten.

## Privates
Barghuthi ist mit Rita Giacaman verheiratet. Sie ist Professorin für Public Health an der Birzeit-Universität. Die beiden haben eine gemeinsame Tochter. Die Barghuthis sind eine der größten Familien im Westjordanland. Sie stammen aus Deir Ghassaneh in der Umgebung von Ramallah. Familienmitglied ist unter anderem der inhaftierte Fatah-Führer Marwan Barghuthi, der ein entfernter Cousin Mustafa Barghuthis ist. Barghuthi lebt in Ramallah.